# Rock in Rio
Rock in Rio va ser un festival de música creat per l'empresari brasiler Roberto Medina, responsable de portar el cantant Frank Sinatra per un concert històric al Rio de Janeiro el 1980. La primera edició es va celebrar el 1985.
Inicialment organitzat al Rio de Janeiro, d'on ve el nom de l'esdeveniment, Rock in Rio s'ha convertit en un esdeveniment de repercussió mundial, i el 2004, va celebrar la seva primera edició internacional a Lisboa, Portugal.
Al llarg de la seva història, el Rock in Rio va tenir deu edicions, quatre al Brasil (2011 inclòs), quatre a Portugal i dues a Espanya. El 2008, es va dur a terme en dos llocs diferents, Lisboa i Madrid.
Al 23 de setembre de 2011, Rock in Rio va tornar a la seva ciutat natal.

## Història
| Any  | Nom                    | Lloc           |
| 1985 | Rock in Rio            | Rio de Janeiro |
| 1991 | Rock in Rio II         | Rio de Janeiro |
| 2001 | Rock in Rio III        | Rio de Janeiro |
| 2004 | Rock in Rio Lisboa     | Lisboa         |
| 2006 | Rock in Rio Lisboa II  | Lisboa         |
| 2008 | Rock in Rio Lisboa III | Lisboa         |
| 2008 | Rock in Rio Madrid     | Madrid         |
| 2010 | Rock in Rio Lisboa IV  | Lisboa         |
| 2010 | Rock in Rio Madrid II  | Madrid         |
| 2011 | Rock in Rio IV         | Rio de Janeiro |
| 2012 | Rock in Rio Madrid III | Madrid         |
| ---- | ---------------------- | -------------- |

### Primera edició
Rock in Rio es va celebrar a Rio de Janeiro, Brasil entre l'11 i 20 de gener de 1985 a un espai construït especialment per a albergar l'esdeveniment. El lloc, una superfície de 250.000 metres quadrats que es troba a Barra da Tijuca, a la frontera amb el barri de Jacarepaguá, va arribar a ser conegut com a «Cidade do Rock» (Ciutat del Rock), i va tenir tres dels majors estadis del món mai construït fins ara: amb 5.500 metres quadrats d'àrea cadascun, a més de dos llocs immenses de menjar ràpid, dos centres comercials amb 50 botigues, dos centres mèdics i una gran infraestructura per respondre a gairebé 1,6 milions de persones - equivalent a cinc Woodstock - que van assistir a l'esdeveniment.
La gran reputació de l'esdeveniment s'explica pel fet que, fins a la seva finalització, les grans estrelles de la música internacional no van tendir a visitar l'Amèrica del Sud, de manera que la població local va tenir la primera oportunitat d'apropar-se als ídols del pop internacional. Roberto Medina va aconseguir una gesta similar al portar l'ex-Beatle Paul McCartney al Rio de Janeiro, en el que va ser la seva primera aparició a l'Amèrica Llatina, en el que es coneix com a «Paul a Rio» (que va tenir lloc el 1990 a l'estadi Maracanã). Poc després del final de Rock in Rio, la «Cidade do Rock» va ser demolida per ordre del llavors governador de l'estat de Rio de Janeiro, Leonel Brizola. Els organitzadors del festival van demanar l'ocupació temporal de terrenys amb la finalitat de mantenir la seva possessió, després de l'esdeveniment, amb la invasió de propietat pública. No obstant això, Brizola va decretar la seva demolició per efectuar la recuperació de possessió dels béns públics per al municipi de Rio de Janeiro.

## Noves edicions
Amb l'enorme èxit de l'esdeveniment original, Medina ha promogut entre 18 i 27 de gener de 1991, el Rock in Rio II. La segona edició de l'esdeveniment, però, es va dur a terme a l'estadi de futbol Maracanã, la gespa del qual ha estat concebuda per acomodar l'escenari i l'audiència (700.000 persones en nou dies de l'esdeveniment), que també podria seguir l'esdeveniment des de les tribunes de l'estadi (per un preu lleugerament superior al de la gespa).
Després d'una absència de notícies rellevants, en el 2001 s'ha vist la realització de Rock in Rio III, els dies 12-14 i 18 a 21 de gener. En aquesta ocasió, els organitzadors van decidir construir una nova «Cidade do Rock» en el mateix lloc de la primera, amb una capacitat sense precedents de 250.000 espectadors per dia i tendes alternatives on els concerts se celebraven paral·lelament a l'escenari principal. Hi havia tendes de música electrònica (Tenda electro), música brasilera (Tenda del Brasil, en què artistes brasilers s'han presentat), música africana (Tenda arrels) i músiques del món (Tenda món millor). L'esdeveniment va ser realitzat sota el lema d'«Un món millor», caracteritzat per l'acte simbòlic de fer tres minuts de silenci abans de l'inici de les presentacions del primer dia de l'esdeveniment. A les 19 hores del dia 12 de gener 2001, 3.232 estacions de ràdio i 425 de televisió brasileres han silenciat, en una gran acció de màrqueting. El principi i el final de l'espectacle s'han caracteritzat pel so de campanes i l'alliberament de coloms blancs, cosa que representaria una demanda per la pau mundial.
La «Cidade do Rock», construïda per al Rock in Rio III no s'ha d'utilitzar més en les pròximes edicions, ja que el lloc va ser utilitzat per a la Vila Olímpica dels Jocs Olímpics d'Estiu el 2016.

## Internacionalització

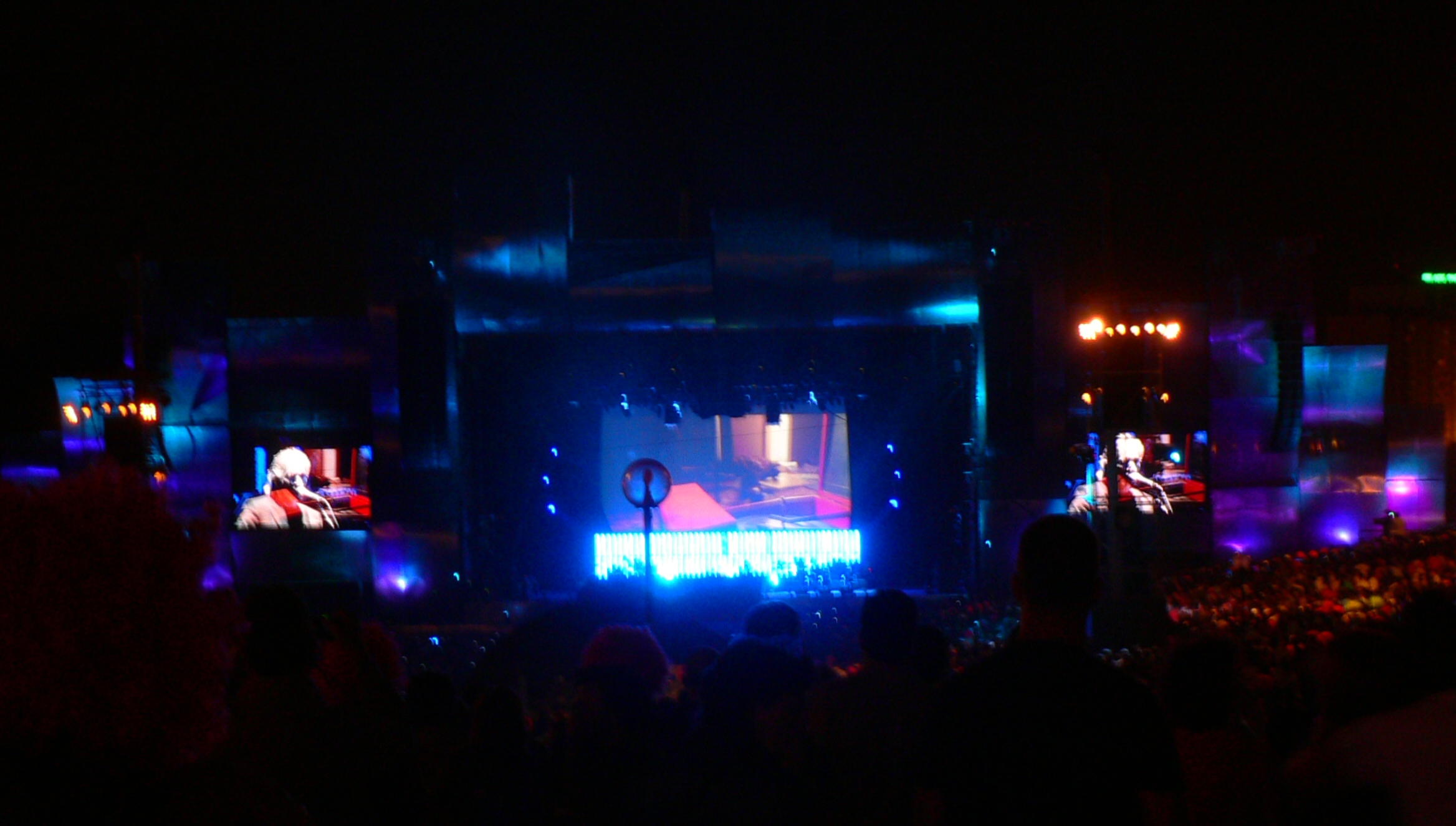
Roger Waters al Rock in Rio Lisboa (2006).

Rock in Rio s'ha internacionalitzat l'any 2004 amb el primer Rock in Rio Lisboa, a Lisboa, Portugal. L'organització del festival va ser similar a l'edició de 2001 al Brasil, després d'haver estat distribuït als 200.000 metres quadrats del Parque da Bela Vista, el World Stage (escenari principal), la Tenda arrels, Tenda món millor i Tenda electro. En presència de més de 70 artistes al curs dels 5 dies del festival, l'esdeveniment va ser tot un èxit, rebent més de 385.000 espectadors; tanmateix, la decisió de mantenir el nom de Rock in Rio va ser controvertida, i els detractors de la idea al Brasil se li van començar a anomenar Rock in Rio Tejo, en referència al nom del riu Tajo (Tejo en portuguès), que va a través de la capital portuguesa.
El 2006, hi va haver una segona edició del Rock in Rio Lisboa en el mateix lloc, entre 26 i 27 de maig i 2, 3 i 4 de juny. En aquesta edició no hi havia Tenda món millor, la qual va ser reemplaçada per l'escenari Hot Stage.
Rock in Rio Lisboa va ser celebrat per tercera vegada a la Bela Vista a Lisboa entre el 30 i 31 de maig i 1, 5 i 6 de juny de 2008. Els 27 i 28 de juny i 4 a 6 de juliol d'aquest any, va fer el seu debut a Arganda del Rey, Madrid, Espanya, amb el Rock in Rio Madrid. En el cas de l'edició en portuguès, l'escenari va ser substituïda per l'escenari Sunset Rock in Rio, un espai dedicat als jocs d'artistes i grups, la majoria d'ells portuguesos, de diferents estils musicals, en «jam sessions».